# Thelymitra spiralis
Thelymitra spiralis là một loài thực vật có hoa trong họ Lan. Loài này được (Lindl.) F.Muell. miêu tả khoa học đầu tiên năm 1865.